# Antoine Rose
Antoine Rose (né  vers 1575 à Chaumont dans l'actuel département de la Haute-Marne et mort le 31 janvier 1614 à Orléans) est un ecclésiastique français qui fut successivement évêque de Senlis puis évêque de Clermont de 1601 à sa mort.

## Biographie
Antoine Rose est le fils de Nicolas Rose († 1588) et de Catherine Marguerite des Fours du Mont (1547-1628). Il est choisi en 1601 comme coadjuteur par son oncle l'évêque de Senlis Guillaume Rose dont il est le chanoine théologal, mais ce dernier meurt pendant qu'il se rendait à Rome pour obtenir sa confirmation. Il lui succède toutefois et il est consacré par le cardinal Arnaud d'Ossat, évêque de Bayeux. En 1610 il permute son siège épiscopal avec la cardinal François de La Rochefoucauld car ce dernier est entré en conflit ouvert avec son chapitre de chanoines, le nouvel évêque ne tarde pas à avoir des différends avec ces mêmes chanoines. Sous son bref épiscopat les Capucins s'établissent à Clermont en 1610 et en 1613 le doyen de la cathédrale fonde le couvent des Récollets à Maringues.
Antoine Rose meurt à Orléans le 31 janvier 1614 en se rendant à Paris pour un procès.